# Paula Malcomson
Paula Malcomson (ur. 1970 w Belfaście) – brytyjska i północnoirlandzka aktorka telewizyjna oraz filmowa.

## Życiorys
Debiutowała na początku lat 90. Początkowo grywała epizodyczne role w różnych filmach, m.in. Allie Earp w Tombstone. Pojawiła się również w Zielonej mili, Hamlecie, A.I. Sztucznej inteligencji. Gościnnie występowała w pojedynczych epizodach różnych seriali. W 2004 znalazła się w regularnej obsadzie produkcji HBO Deadwood, a w 2010 wcieliła się w postać Amandy Graystone w serialu Caprica będącego spin-offem serialu Battlestar Galactica. Zagrała też w dziesięciu odcinkach Synów Anarchii.
Większą rolę filmową otrzymała w 2012, gdy dołączyła do ekipy Igrzysk śmierci, grając także w kolejnych produkcjach z tego cyklu. W latach 2013–2017 grała żonę tytułowego bohatera w Rayu Donovanie.

## Filmografia

### Filmy
- 1992: Nowa dziewczyna, nowa planeta  (Another Girl Another Planet) jako barmanka
- 1993: Tombstone jako Allie Earp
- 1996: Apartament dla orangutana (Dunston Checks In) jako goniec hotelowy
- 1998: Trance jako barmanka
- 1998: The Rocking Horse Winner jako matka Jesse (krótkometrażowy)
- 1999: The Auteur Theory jako Siobhan Meehan
- 1999: Zielona mila (The Green Mile) jako Marjorie Detterick
- 2000: Hamlet jako Marcella
- 2001: A.I. Sztuczna inteligencja (A.I. Artificial Intelligence) jako Patricia
- 2003: Quintessence jako Ruth (krótkometrażowy)
- 2003: June & Orlando jako June (krótkometrażowy)
- 2007: The Death Strip jako Helene (krótkometrażowy)
- 2007: Nonplussed jako Jenn (krótkometrażowy)
- 2008: A Woman in the West jako Marion Faber (krótkometrażowy)
- 2009: Morning After jako Kat McKinley (krótkometrażowy)
- 2012: Igrzyska śmierci (The Hunger Games) jako matka Katniss
- 2013: Igrzyska śmierci: W pierścieniu ognia (The Hunger Games: Catching Fire) jako matka Katniss
- 2014: Igrzyska śmierci: Kosogłos. Część 1 (The Hunger Games: Mockingjay – Part 1) jako matka Katniss
- 2015: Igrzyska śmierci: Kosogłos. Część 2 (The Hunger Games: Mockingjay – Part 2) jako matka Katniss
- 2015: A Christmas Star jako Paula
- 2017: Plamy z trawy (All Summers End) jako pani Stevens
- 2017: Axis jako Gráinne (głos)
- 2017: Pogromcy (Feed) jako Samantha Grey
- 2017: Wyleczeni (The Cured) jako dr Lyons
- 2017: Battlecreek jako Tallulah
- 2018: Tajemnica przeklętego zamku (Feed) jako Helen Clarke

### Seriale
- 1999: Portret zabójcy (Profiler) jako Jean Stanley
- 2000: Kancelaria adwokacka (The Practice) jako Suzie Greene
- 2000: Życie przede wszystkim (Strong Medicine) jako Trish
- 2001: UC: Undercover jako Sasha
- 2002: Star Trek: Enterprise jako Madeline Reed
- 2003: Nowojorscy gliniarze (NYPD Blue) jako Carla Whitford
- 2003: Sześć stóp pod ziemią (Six Feet Under) jako kobieta w barze
- 2004: Deadwood jako Trixie
- 2006: Zagubieni (Lost) jako Colleen Pickett
- 2006: Ostry dyżur (ER) jako Meg Rile
- 2007: Dowody zbrodni (Cold Case) jako Marlene Bradford
- 2007: John z Cincinnati (John from Cincinnati) jako Jerri
- 2007: Zabójcze umysły (Criminal Minds) jako Beth Jacobs
- 2008: Prawo i porządek: sekcja specjalna (Law & Order: Special Victims Unit) jako Susan Ross
- 2009: CSI: Kryminalne zagadki Las Vegas (CSI: Crime Scene Investigation) jako Amanda / Emma
- 2009: Caprica jako Amanda Graystone
- 2010: The Event: Zdarzenie (The Event) jako Madeline Jackson
- 2010: Synowie Anarchii (Sons of Anarchy) jako Maureen Ashby
- 2011: Magia kłamstwa (Lie to Me) jako Louise Lightman
- 2011: Prywatna praktyka (Private Practice) jako Hillary Loveman
- 2011: Fringe: Na granicy światów (Fringe) jako Dana Gray
- 2011: Prawo i porządek: Los Angeles (Law & Order: LA) jako Jill Jennings
- 2011: Główny podejrzany (Prime Suspect) jako Noelle Tanner
- 2012: Archer jako Janelle (głos)
- 2013: Ray Donovan jako Abby Donovan
- 2017: Broken jako Roz Demichelis
- 2018: Krypton jako Charys-El
- 2018: Mamo, wróć (Come Home) jako Marie Farrell
- 2018: Lore jako Mary Webster
- 2019: Prawo i porządek: Sekcja specjalna (Law & Order: Special Victims Unit) jako Stella Russell
- 2019: Watchmen jako Renee
- 2022: Redemption jako Colette Cunningham
- 2023: Stróżowie prawa: Bass Reeves (Lawmen: Bass Reeves) jako Mabel Underwood
- 2024: Parish jako Ros